# Abaca
Abaca (1234 - 1282) foi o segundo ilcã do Ilcanato. Bisneto de Gêngis Cã, filho de Hulagu Cã, sucedeu ao pai em 1265, após seu falecimento, e consolidou os domínios do Ilcanato.

## Política externa
Nos dois primeiros anos de seu reinado teve de enfrentar a Horda de Ouro. Em janeiro de 1267, Berque, governante da Horda de Ouro, morre em meio ao conflito, e a guerra termina. No entanto, em 1270, sofre uma tentativa de invasão por parte de Baraque Cã, líder do Canato de Chagatai. Este invadiu a parte leste do Irã, mas foi contido por Abaca em uma batalha em Herate. Abaca ainda enviou embaixadas ao Papa Gregório X e a Eduardo I da Inglaterra com o intuito de criar uma aliança contra os mamelucos. Tal aliança não foi feita, já que ambos não responderam a sua proposta. Em 1281 promoveu uma segunda investida mongol contra a Síria, que foi detida próxima de Homs pelos mamelucos.

## Política interna
Dentro de seus domínios, Abaca tentou converter a população iraniana ao Budismo. No entanto tal política gerou revoltas por parte da população, ainda mais revoltada pelo fato de seu governante ser budista. Os revoltosos então começaram a matar e perseguir os monges budistas. O Nestorianismo também foi incentivado em seu governo. Em seu reinado a cidade de Bagdá foi reedificada após a destruição de 1258.